# Guan Daosheng

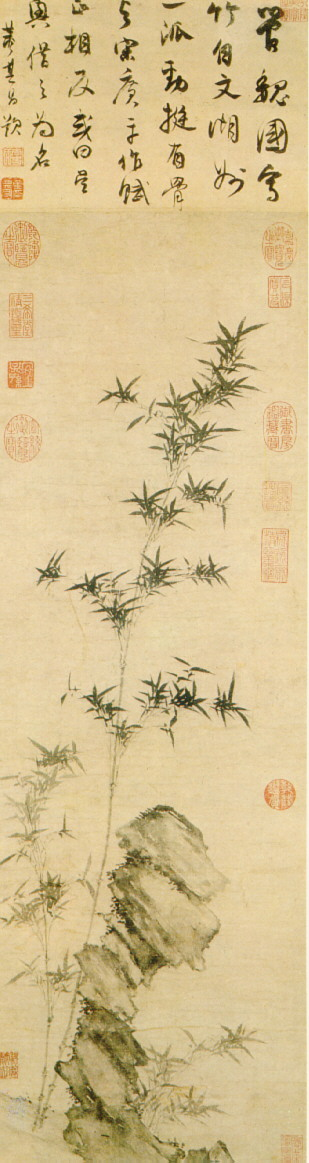
Bambus i kamień, ze zbiorów Narodowego Muzeum Pałacowego w Tajpej

Guan Daosheng (chiń. 管道升; ur. 1262, zm. 1319) – chińska malarka, kaligraf i poetka z czasów dynastii Yuan.
Pochodziła z Huzhou w prowincji Zhejiang. Była żoną słynnego malarza Zhao Mengfu. Ich syn, Zhao Yong, również poszedł w ślady rodziców.
Znana jest głównie jako malarka bambusów, choć tworzyła też m.in. murale w buddyjskich świątyniach. Wielkim miłośnikiem jej twórczości był cesarz Renzong (pan. 1311-1320).